# Teologická fakulta Trnavské univerzity v Trnavě
Teologická fakulta Trnavské univerzity v Trnavě sídlí v Bratislavě a zajišťuje vzdělání pro řeholní kněze a laiky. Její činnost se rozvíjí v rámci asociace jezuitských univerzit v Evropě (ASJEL) a také v dvoustranných vztazích s jednotlivými univerzitami.

## Pracoviště
- katedra křesťanské filosofie
- katedra biblických a historických věd
- katedra systematické teologie
- katedra pastorální teologie, liturgiky a kanonického práva
- katedra nauky o rodině

## Detašované pracoviště vKošicích
- Centrum spirituality Východ – Západ Michala Lacka SJ